# Geelvinkkejsarduva
Geelvinkkejsarduva (Ducula geelvinkiana) är en fågel i familjen duvor inom ordningen duvfåglar.

## Utbredning och systematik
Fågeln förekommer på öarna Numfoor, Biak och Mios Num i Geelvinkviken utanför nordvästra Nya Guinea. Den betraktades tidigare oftast som underart till svartvårtig kejsarduva (Ducula myristicivora) men urskiljs allt oftare som egen art.

## Status
Den kategoriseras av IUCN som livskraftig.